# Левченки (Хорольский район)
Левченки (укр. Левченки) — село,
Новачихский сельский совет,
Хорольский район,
Полтавская область,
Украина.
Код КОАТУУ — 5324883805. Население по переписи 2001 года составляло 65 человек.

## Географическое положение
Село Левченки находится в 0,5 км от села Зубенки и в 1,5 км от сёл Новачиха, Остапенки и Новоореховка (Лубенский район).
По селу протекает пересыхающий ручей с запрудой.
Рядом проходит железная дорога, станция Новоореховка в 2-х км.

## История
на 1941 год название Ганзовка
Село указано на трехверстовке Полтавской области. Военно-топографическая карта.1869 года как хутор Левченков